# دورا القرع
دورا القرع قرية فلسطينية في محافظة رام الله والبيرة وسط الضفة الغربية، يبلغ عدد سكانها حوالي 3,032 نسمة حسب التعداد العام للسكان عام 2017، وتبلغ مساحتها 4,215 دونم.

## التسمية
سميت قرية دورا القرع بهذا الاسم نسبة إلى سكانها القادمين من دورا الخليل، ويعود تاريخ إنشاء التجمع إلى ما قبل 400 عام، ويعود أصل سكان دورا القرع إلى دورا الخليل وقرية سميط في نابلس.

## التاريخ
عُثر على قطع أثرية تعود إلى العصور الرومانية، البيزنطية في القرية.

### العصر العثماني
في عام 1838، لوحظت كقرية مسلمة، في منطقة بني حارث، شمال القدس.
في عام 1863، وجد فيكتور جويرين أن القرية بها 250 نسمة، ووصف كذلك أن البلوط القديم تظلل للينابيع القديمة، والتي كانت تستخدم لري الحقول، تم بناء العديد من المنازل في القرية بالحجارة القديمة، وجدت قائمة قرية عثمانية من حوالي 1870 أن عدد سكان القرية 120، في 22 منزلًا، على الرغم من أن عدد السكان شمل الرجال، فقط.
في عام 1882، وصف المسح لصندوق استكشاف فلسطين في غرب فلسطين دورا بأنها "قرية صغيرة على جانب الوادي، مع الينابيع في الجنوب، والزيتون"، في عام 1907، تم وصفها بأنها "قرية مسلمة صغيرة ذات موقع صحي، يتمتع سكانها بسمعة طيبة في العلاقات السلمية مع المسيحيين في جفنا.
في عام 1896، قدر عدد سكان دورا القرع بحوالي 246 شخص.

### الانتداب البريطاني
في تعداد فلسطين عام 1922، الذي أجرته سلطات الانتداب البريطاني على فلسطين، بلغ عدد سكان دورا القرع 191 نسمة، جميعهم من المسلمين، وارتفع عدد السكان في تعداد 1931 إلى 303، ولا يزال جميعهم مسلمين، في إجمالي 71 منزلاً.
في إحصاءات عام 1945 كان عدد السكان 370، جميعهم من المسلمين، في حين أن المساحة الكلية للأراضي كانت 4,166 دونم، وفقا لمسح الأراضي والسكان الرسمي. من هذا، تم تخصيص 1762 للمزارع والأراضي القابلة للري، و 1253 للحبوب، في حين تم تصنيف 18 دونم كمناطق مبنية.

### الإدارة الأردنية
في أعقاب الحرب العربية الإسرائيلية عام 1948، وبعد اتفاقيات الهدنة لعام 1949، خضعت دورا القرع للحكم الأردني، وجد الإحصاء الأردني لعام 1961 أن 576 نسمة في دورا القرع.

## الجغرافيا
تقع قرية دورا القرع في وسط فلسطين، في الوسط من الضفة الغربية، إلى الشمال الشرقي من مركز مدينة رام الله بحوالي 8.3 كم، وتبلغ مساحتها قرابة 4,215 دونم، المساحة المزروعة بالزيتون تبلغ 300 دونم، يحدها من الشرق قرية عين يبرود، ومن الشمال قرية عين سينيا، ومن الغرب قرية جفنا ومخيم الجلزون وبلدة سردا، أما من الجنوب فيحدها مدينة البيرة.

## السكان
دخلت فلسطين وفود كبيرة عبر العصور من تجار وغيرهم وذلك؛ لموقعها الهام كنقطة وصل بين القارات، ومركز للحضارات والأديان. يبلغ عدد سكان دورا القرع حاليا حوالي 3,032 نسمة جميعهم من المسلمين وذلك حسب التعداد العام للسكان 2017 الذي أجراه الجهاز المركزي للإحصاء الفلسطيني.
| السنة      | (1922) | (1931) | (1945) | (1961) | (تعداد 2007) | (2017) |
| ---------- | ------ | ------ | ------ | ------ | ------------ | ------ |
| عدد السكان | 191    | 303    | 370    | 576    | 2,723        | 3,032  |

## مؤسسات القرية
يدير القرية مجلس قروي يأتي أعضائه بالانتخاب كل أربع سنوات. وفيها مدرستين، وجمعيات، وناد رياضي.

## الاقتصاد

### الزراعة
تعد الزراعة القطاع الاقتصادي الرئيسي في البلدة، تنتج البلدة محاصيل الزيتون، والتين، واللوز، والعدس، والقمح وبعض الخضراوات. لكن التوسع العمراني للبلدة والتوسع في البنية التحتية وفتح الشوارع قلص المساحات المزروعة من الأراضي الزراعية.